# 岩手県公安委員会
岩手県公安委員会（いわてけんこうあんいいんかい）は、岩手県警察を管理するため岩手県知事所轄の下に設置される行政委員会である。3人の委員で組織される。所在地は盛岡市内丸8番10号である。

## 委員
- 委員長
  - 石川哲
- 委員
  - 小野公代
  - 谷村邦久

## 下部組織
- 岩手県警察